# 香港2006年9月

## 9月1日
- 一輛水務署的承辦商工程車，於早上8時52分在上環普慶坊倒車行駛20多米，在與差館上街交界處，近英皇書院同學會小學第二校之西面馬路，意外將一名36歲男子及其手抱的11個月大女嬰捲入車底，女嬰頭部嚴重受傷當場死亡，而男子則被送往香港島西的瑪麗醫院，也證實不治。 維基新聞
- 為了應付學生在新學年第一天開學帶來的交通負擔，九廣鐵路為西鐵、輕鐵乘客開辦兩條臨時免費接駁巴士綫，新巴和城巴也會密切關注路面交通狀況。星島日報[]
- 中華電力選定在大鴉洲興建液態天然氣接收站，造價80億港元，但世界自然基金会則反對中電的建站計劃。 維基新聞
- 天水圍自閉症男童墮樓死亡案，負責照顧男童的內地婦人，被控虐兒及過期居留，被處監禁八個月。 維基新聞
- 香港高等法院經過內庭聆訊後，向《壹本便利》發出臨時禁制令，禁止刊登藝人鍾欣桐的更衣照。另外，工商及科技局局長王永平表示會考慮修改「淫褻及不雅管制條例」並加強罰則，以加強阻嚇力。 維基新聞
- 一名八歲的香港男童，在福建福州遭人綁架，男童後來自行掙脫綑綁逃脫，福州警方已拘捕一名疑犯，香港入境處則表示沒有收到相關資料或求助個案。男童及其母親居於福州晋安区，男童於星期三晚在寓所外玩耍時遭一名保安員綁架，綁匪向家人勒索五十萬人民幣，男童的母親報警求助，男童最後自行掙脫綑綁逃脫，被在場調查的民警發現。明報[]
- 衛生署衛生防護中心證實本年首宗霍亂個案，患者是一名29歲男子，他在上月28日發病，並出現腹瀉、作嘔、肚痛及發燒等病徵。衛生防護中心化驗後，證實他感染小川型霍亂弧菌，現時在瑪嘉烈醫院留醫，情況穩定。患者居於內地，但他每日會返回香港，並到屯門區工作，現階段未知道他的感染源頭，而患者家人並沒有病徵。明報[]
- 尖沙咀彌敦道的聖公會聖安德烈堂獲聯合國教育科技及文化組織亞太地區文化遺產保護獎優秀獎。 星島日報

## 9月5日
- 男藝人以手提電話偷拍女藝人更衣短片勒索案審結，區域法院在灣仔根據若干香港法例判41歲的被告郭金勝入獄28個月。 明報1 明報2 明報3[] 星島日報1 太陽報[] 東方日報[] 星島日報2 明報4星島日報3[]

## 9月6日
- 匯豐銀行亞洲私人銀行服務行政總裁王以智入稟香港法院，向前拉丁舞導師Mirko Saccani索償共6,259萬港元的預繳學費，法院判王以智勝訴，可取回款項。明報、星島日報[]
- 香港仔晚上發生槍擊案，一名正在休班的便衣警員在香港仔中心行人隧道內被警察機動部隊警員截停調查時，突然搶去一名警員的配槍，並槍傷一名警員，己送往瑪麗醫院救治。星島日報[]，明報

## 9月7日
- 政府舉行新聞發佈會，建議大幅縮減邊境禁區的覆蓋範圍。香港政府新聞處、星島日報、明報

## 9月8日
- 兩名分別麥姓及陳姓的皇仁書院學生，於年初串謀搶劫中醫師，於區域法院進行最後求情及接受判刑，多名皇仁書院學生及校友替兩名被告求情，稱被告犯案是讀書壓力大及好奇心所致，希望法官予以輕判。法官最後分別處兩名被告進入教導所及接受社會服務令。【香港司法機構案件編號：DCCC294/2006】太陽報 （页面存档备份，存于） 明報1 文匯報 明報通識網 （页面存档备份，存于） 成報 明報2[永久] 頭條網 （页面存档备份，存于） 香港商报 中國日報[永久] 星島日報 （页面存档备份，存于）

## 9月10日
- 東區區議會翠灣選區補選，四五行動的古桂耀以1733票，擊敗工聯會的姜淑敏而當選，任期至2007年底。是次補選是要填補前區議員鄧禮明因破產而請辭所留下的議席空缺。明報[]
- 2006/07年馬季開鑼，沙田馬場入場人次約3.4萬人，較去年增加18.6%。全日總投注額為7.3億港元，較去年增加7.2%。明報[]

## 9月11日
- 香港政府在香港會議展覽中心舉辦「十一·五與香港發展經濟高峰會」，由行政長官曾蔭權主持。國家法改委財政金融司司長徐林，及廣東省發展和改革委員會主任陳善如擔任嘉賓講者。星島日報[]
- 行政長官曾蔭權在《十一·五與香港發展》經濟高峰會中，明確表示特區政府早已不奉行積極不干預政策，令多名政界人士感意外。 明報
- 綽號「蝦叔」的著名粵劇紅伶、電視劇及電影演員關海山，今早在廣華醫院病逝，終年80歲。明報

## 9月12日
- 地政總署在灣仔伊利沙伯體育館舉行土地拍賣，是次出售位於荃灣青龍頭地段第68號地皮，結果由新鴻基地產以五千三百萬港元投得。星島日報[] 大公報

## 9月13日
- 有報章報道，約有70名香港藝人住址被轉貼至某網上討論區，報道同時証實六、七成資料是真確的，不過此舉可能侵犯個人私隱。法律界建議有關藝人可以經民事法追討損失。 明報1 明報2 （页面存档备份，存于）

## 9月14日
- 香港以南水域在晚上7時53分發生3.5級地震，歷時2-3秒，部分香港市民能感受震動。震央位於北緯22.0度，東經114.3度，即香港東南偏南約36公里，屬廣東省珠海市管轄範圍內。香港上一次發生地震是1995年。 明報[]、香港電台新聞、香港天文台地震新聞稿[]，珠海資訊網

## 9月16日
- 香港政府運輸署舉行自訂車牌號碼首次拍賣，近千人到場參與競投，氣氛激烈。210個車牌為政府庫房帶來港幣1,125萬4千元收入。當中寓意「我愛你」的「1 L0VE U」車牌以140萬由一名買家以140萬港元投得，為全日成交價最高。而代表無綫電視「TVB」及保時捷「P0RSCHE」的車牌則由一名楊姓男子以港幣80萬及70萬元所投得，為全日成交價第二及第三高。東方日報[]、明報

## 9月17日
- 屹立銅鑼灣25年的三越百貨因興利中心需要重建，在下午六時正式結業，暫別香江，等待物色新地址後重新營業。二十世紀八十年代以來，大丸、松板屋、崇光、三越等日資百貨在銅鑼灣一帶開張，故此銅鑼灣有「小東京」之美譽。隨著大丸、松板屋撤離香港，崇光於2000年轉為港資，宣布日資百貨公司在香港的輝煌時代正式步入歷史。明報、星島日報[]

## 9月18日
- 東涌昂坪360下午1時正式啟用，開幕儀式由地鐵工程總監柏立恒及昂坪360常務董事高德偉主持，政府由旅遊事務專員區璟智代表出席。首批乘客獲派發紀念品。明報[]
- 旺角德興街發生垃圾車倒車撞死途人慘劇，一名因為危險駕駛而被罰停牌的司機於豉油街倒駛入德興街時，疑因未有留意有人在車尾過路，將一名50歲楊姓婦人推倒並捲入車底，女事主當場死亡。警方到場後揭發司機在停牌期間駕駛，而且垃圾車沒有倒車警號及倒車燈損壞，將車拖走檢驗，並控以司機多項罪名。這個已經是近一個月第二宗因倒車而引起的交通意外。明報[]
- 煤氣公司宣佈，由於該公司由2006年10月起加入天然氣作原料，致使煤氣的生產成本降低，故該公司由下月開始透過燃料調整費機制，將減省的成本回贈予客戶，預計煤氣費將會減價約10%。煤氣公司發言人指，該公司將於下月推出全新賬單，以列明採用天然氣後客戶所節省的煤氣費開支。明報[]
- 全國人大常委曾憲梓的二媳婦吳嘉寶，昨天在明報刊登分居啟事，指其丈夫曾智雄與一楊姓女藝人發展婚外情，多名女藝人及事件主角曾智雄均否認事件。現年44歲的曾智雄，現為中國世貿集團主席，並於1988年與吳嘉寶結婚，但兩人於2004年開始分居。明報1[]、2

## 9月20日
- 一名男子在網上聲稱號召組織另類「快閃黨」，在高等法院被裁定「違反公德行為」罪名成立。法官等候被告背景感化官報告，押後至10月4日判刑。42歲的被告陳鍚明正職是餐廳東主，他被控於去年8月13至15日，在網上兩度發出邀約他人強姦女子的訊息。主審法官陸啟康指，辯方雖然能夠證明被告純屬開玩笑，但被告的言論則可能鼓吹好此道者犯案，而部分網民亦信以為真，己令人構成不安。【案件編號：DCCC196/06】明報[]

## 9月21日
- 香港海關今天落案起訴一名落馬洲管制站入境的20歲中國內地領隊，她涉嫌走私超過一萬支未完稅香煙，總值25,000多元。 她昨天被捕之時，正帶領一團為數22人的訪港旅行團準備入境。案件下午在粉嶺法院提堂。 香港電台新聞 （页面存档备份，存于）、明報

## 9月22日
- 香港海關對SK-II產品樣本的化驗結果顯示，9個樣本證實含微量的重金屬鉻和釹，但並未超出安全標準。當中8個樣本所含鉻及釹由百萬分之0.01至0.4，美白粉餅樣本則含百萬分之5.2的鉻和4.2的釹。明報
- 著名電視劇甘草演員鮑方於22日下午在香港律敦治醫院因為肺功能衰退而病逝，享年八十四歲。商業電台[]、明報
- 香港警方以涉嫌企圖導致爆炸及意圖危害生命或財產，將一名21歲的網民拘捕。該網民自稱「真主教恐怖分子」，詢問如何製造炸彈炸毀「迪迪尼」。雖然有關人士否認迪迪尼是指香港迪士尼樂園，但是有很多人相信他指的迪迪尼是指香港迪士尼樂園。 維基新聞、星島日報、東方日報[]、明報
- 日本進口的秋刀魚被中國大陸驗出重金屬砷及鎘含量超標22倍，香港各大超級市場已相繼停售及回收有關產品。 星島日報

## 9月23日
- 前政務司司長陳方安生舉行記者招待會，正式宣布不會參加2007年行政長官選舉及公佈成立陳方安生核心小組、小組成員及成立目的，陳方安生表示該小組的成立目的是推動香港的民主。明報1[]、2

## 9月24日
- 一名陳姓雙程證孕婦經羅湖過關，大學站臨盆，嚴姓九鐵售票員接生，誕下男嬰，母子皆平安。其丈夫陪妻往沙田威爾斯親王醫院婦產科入院休養。 明報[] 太陽報[]

## 9月25日
- 警方在早上拘捕一名新界的士司機，懷疑他與上周四上水一宗致命交通意外有關。涉事的司機姓廖，56歲。他在上周四在青山公路近燕崗村撞死一名73歲老婦鮑惠英後不顧而去。警方表示，他們昰在有熱心市民提供情報，指目睹該男子駕駛涉案的士到車房維修損毁的車牌而起疑，警方取得該車的車牌號碼後派探員跟蹤廖某，乘廖某在錦綉花園的住所外，準備修理車頭燈時將他拘捕。明報
- 古物諮詢委員會宣佈移位於深井的龍圃花園大宅列為二級歷史建築，大宅由己故慈善家李耀祥所建，並由當時中國著名建築師朱彬所設計。委員會認為大宅內的中式庭園設計在香港較為罕見，故給予高度評價。而李耀祥孫女李康意則表示已成立「龍圃慈善基金」，並建議由基金長期管理古物，但她亦批評地政總署人員進入龍圃調查時，不慎把八角亭的木門損毀。明報、香港政府新聞稿 （页面存档备份，存于）
- 行政長官曾蔭權與國務院副總理吳儀會面，吳儀讚賞曾蔭權自上任以來，在其領導下克服種種的困難及各方的挑戰，使香港經濟得到明顯的復蘇，為此感到非常高興。另外，吳儀在談到前衛生署署長陳馮富珍參選世衛總幹事一職時表示，中央政府會用一切可行的方式支持陳馮富珍參選，並稱「中央對Margaret(陳馮富珍)的支持，也昰對香港的支持」。明報[]
- 為方便粵港跨境車輛繳付廣東省内高速公路路費，香港快易通及广东粵通卡公司合作，聯合推出「快易通－粵通卡」繳費服務。跨境車輛只須向快易通公司申請内地繳費功能，便可於广东省境內利用原有的快易通作粵通卡使用。然而部份司機認為此服務可能引起分帳及收費上的混亂，故暫時不會採用。明報[]
- 地鐵行政總裁周松崗表示，昂坪360纜車間中暫停服務屬正常，他在湖南出席經貿交流活動時表示，纜車容易受天氣影響，當有強風時都會減慢車速甚至暫時停駛，地鐵在投資時已預料這情况，並希望乘客諒解。他又認為纜車運作良好，相信項目會是一個成功景點。當他被問及東涌纜車站早前出現裂紋，周松崗認為對纜車站結構沒影響，但長遠會加強對車站的維修。明報[]

## 9月27日
- 公共廣播服務檢討委員會屬下的管治架構專題小組建議，日後香港電台脫離政府，由獨立的董事局監管，行政總裁為總編輯，委員會主席黃應士指有關建議為初步建議，最終建議會在2006年下半年提交行政長官。明報
- 有澳門報章指出西北航運來往屯門碼頭及澳門的航線已遭澳門政府否決。 澳門日報[永久]

## 9月28日
- 國泰航空完成收購港龍航空，港龍隨即宣佈裁員191人。東方日報[]
- 香港賽馬會宣佈任命馬會賽馬事務執行總監應家柏接替黃至剛出任馬會新行政總裁。星島日報[]、香港賽馬會 （页面存档备份，存于）
- 食物環境衞生署證實香港約2000個誘蚊產卵器當中有約200個受到人為干擾，使蚊患指數急跌。 明報[]
- 2006年第116期六合彩，攪出號碼5、15、22、30、42、49，特別號碼37。頭獎一注獨得61,711,125港元，為歷來第二高彩金。 明報[]
- 香港迪士尼樂園宣佈推出年票，成人票價由650港元至1800港元不等。 明報[]
- 台灣衛生署宣佈，保濟丸及保心安油等10種港產中成藥因未獲藥品優良製造標準（GMP）認證，由2006年10月1日起禁止進口。 明報[]
- 政府決定於2007年起在屯門區、灣仔區、黃大仙區和西貢區的區議會試行改革，讓其管理區內社區設施。 明報[]
- 中環香港文華東方酒店重新開放，由利孝和夫人、張曼玉等嘉賓進行開幕剪綵。 明報[]

## 9月29日
- 行政長官曾蔭權在中大為逸夫書院擔任月會演講嘉賓，講述自己「務實領導」的政治理念。十多名民間爭取最低工資聯盟的成員在會場外示威，向曾蔭權遞交請願信。明報、東方日報[]

## 9月30日
- 因遇上強風，昂坪360早上延遲開放40分鐘。上午10時50分，纜車訊號故障，450名乘客被困空中23分鐘。星島日報[]
- 香港藝術館由即日至12月3日展出法國巴黎龐比度中心五十八項展品，有三分之一的作品首次於亞洲地區展出。香港政府新聞稿 （页面存档备份，存于）

| 香港新聞動態 |
| \| - 2024年香港：1月 - 2月 - 3月 - 4月 - 5月 - 6月 - 7月 - 8月 - 9月 - 10月 - 11月 - 12月 - 2023年香港：1月 - 2月 - 3月 - 4月 - 5月 - 6月 - 7月 - 8月 - 9月 - 10月 - 11月 - 12月 - 2022年香港：1月 - 2月 - 3月 - 4月 - 5月 - 6月 - 7月 - 8月 - 9月 - 10月 - 11月 - 12月 - 2021年香港：1月 - 2月 - 3月 - 4月 - 5月 - 6月 - 7月 - 8月 - 9月 - 10月 - 11月 - 12月 - 2020年香港：1月 - 2月 - 3月 - 4月 - 5月 - 6月 - 7月 - 8月 - 9月 - 10月 - 11月 - 12月 - 2019年香港：1月 - 2月 - 3月 - 4月 - 5月 - 6月 - 7月 - 8月 - 9月 - 10月 - 11月 - 12月 - 2018年香港：1月 - 2月 - 3月 - 4月 - 5月 - 6月 - 7月 - 8月 - 9月 - 10月 - 11月 - 12月 - 2017年香港：1月 - 2月 - 3月 - 4月 - 5月 - 6月 - 7月 - 8月 - 9月 - 10月 - 11月 - 12月 - 2016年香港：1月 - 2月 - 3月 - 4月 - 5月 - 6月 - 7月 - 8月 - 9月 - 10月 - 11月 - 12月 - 2015年香港：1月 - 2月 - 3月 - 4月 - 5月 - 6月 - 7月 - 8月 - 9月 - 10月 - 11月 - 12月 - 2014年香港：1月 - 2月 - 3月 - 4月 - 5月 - 6月 - 7月 - 8月 - 9月 - 10月 - 11月 - 12月 - 2013年香港：1月 - 2月 - 3月 - 4月 - 5月 - 6月 - 7月 - 8月 - 9月 - 10月 - 11月 - 12月 - 2012年香港：1月 - 2月 - 3月 - 4月 - 5月 - 6月 - 7月 - 8月 - 9月 - 10月 - 11月 - 12月 - 2011年香港：1月 - 2月 - 3月 - 4月 - 5月 - 6月 - 7月 - 8月 - 9月 - 10月 - 11月 - 12月 - 2010年香港：1月 - 2月 - 3月 - 4月 - 5月 - 6月 - 7月 - 8月 - 9月 - 10月 - 11月 - 12月 - 2009年香港：1月 - 2月 - 3月 - 4月 - 5月 - 6月 - 7月 - 8月 - 9月 - 10月 - 11月 - 12月 - 2008年香港：1月 - 2月 - 3月 - 4月 - 5月 - 6月 - 7月 - 8月 - 9月 - 10月 - 11月 - 12月 - 2007年香港：1月 - 2月 - 3月 - 4月 - 5月 - 6月 - 7月 - 8月 - 9月 - 10月 - 11月 - 12月 - 2006年香港：1月 - 2月 - 3月 - 4月 - 5月 - 6月 - 7月 - 8月 - 9月 - 10月 - 11月 - 12月 - 2005年香港：1月 - 2月 - 3月 - 4月 - 5月 - 6月 - 7月 - 8月 - 9月 - 10月 - 11月 - 12月 - 2004年香港：1月 - 2月 - 3月 - 4月 - 5月 - 6月 - 7月 - 8月 - 9月 - 10月 - 11月 - 12月 - 2003年香港：1月 - 2月 - 3月 - 4月 - 5月 - 6月 - 7月 - 8月 - 9月 - 10月 - 11月 - 12月 - 2002年香港：1月 - 2月 - 3月 - 4月 - 5月 - 6月 - 7月 - 8月 - 9月 - 10月 - 11月 - 12月 - 2001年香港：1月 - 2月 - 3月 - 4月 - 5月 - 6月 - 7月 - 8月 - 9月 - 10月 - 11月 - 12月 - 2000年香港：1月 - 2月 - 3月 - 4月 - 5月 - 6月 - 7月 - 8月 - 9月 - 10月 - 11月 - 12月 - 1999年香港：1月 - 2月 - 3月 - 4月 - 5月 - 6月 - 7月 - 8月 - 9月 - 10月 - 11月 - 12月 - 1998年香港：1月 - 2月 - 3月 - 4月 - 5月 - 6月 - 7月 - 8月 - 9月 - 10月 - 11月 - 12月 - 1997年香港：1月 - 2月 - 3月 - 4月 - 5月 - 6月 - 7月 - 8月 - 9月 - 10月 - 11月 - 12月 參 \| |
| - 2024年香港：1月 - 2月 - 3月 - 4月 - 5月 - 6月 - 7月 - 8月 - 9月 - 10月 - 11月 - 12月 - 2023年香港：1月 - 2月 - 3月 - 4月 - 5月 - 6月 - 7月 - 8月 - 9月 - 10月 - 11月 - 12月 - 2022年香港：1月 - 2月 - 3月 - 4月 - 5月 - 6月 - 7月 - 8月 - 9月 - 10月 - 11月 - 12月 - 2021年香港：1月 - 2月 - 3月 - 4月 - 5月 - 6月 - 7月 - 8月 - 9月 - 10月 - 11月 - 12月 - 2020年香港：1月 - 2月 - 3月 - 4月 - 5月 - 6月 - 7月 - 8月 - 9月 - 10月 - 11月 - 12月 - 2019年香港：1月 - 2月 - 3月 - 4月 - 5月 - 6月 - 7月 - 8月 - 9月 - 10月 - 11月 - 12月 - 2018年香港：1月 - 2月 - 3月 - 4月 - 5月 - 6月 - 7月 - 8月 - 9月 - 10月 - 11月 - 12月 - 2017年香港：1月 - 2月 - 3月 - 4月 - 5月 - 6月 - 7月 - 8月 - 9月 - 10月 - 11月 - 12月 - 2016年香港：1月 - 2月 - 3月 - 4月 - 5月 - 6月 - 7月 - 8月 - 9月 - 10月 - 11月 - 12月 - 2015年香港：1月 - 2月 - 3月 - 4月 - 5月 - 6月 - 7月 - 8月 - 9月 - 10月 - 11月 - 12月 - 2014年香港：1月 - 2月 - 3月 - 4月 - 5月 - 6月 - 7月 - 8月 - 9月 - 10月 - 11月 - 12月 - 2013年香港：1月 - 2月 - 3月 - 4月 - 5月 - 6月 - 7月 - 8月 - 9月 - 10月 - 11月 - 12月 - 2012年香港：1月 - 2月 - 3月 - 4月 - 5月 - 6月 - 7月 - 8月 - 9月 - 10月 - 11月 - 12月 - 2011年香港：1月 - 2月 - 3月 - 4月 - 5月 - 6月 - 7月 - 8月 - 9月 - 10月 - 11月 - 12月 - 2010年香港：1月 - 2月 - 3月 - 4月 - 5月 - 6月 - 7月 - 8月 - 9月 - 10月 - 11月 - 12月 - 2009年香港：1月 - 2月 - 3月 - 4月 - 5月 - 6月 - 7月 - 8月 - 9月 - 10月 - 11月 - 12月 - 2008年香港：1月 - 2月 - 3月 - 4月 - 5月 - 6月 - 7月 - 8月 - 9月 - 10月 - 11月 - 12月 - 2007年香港：1月 - 2月 - 3月 - 4月 - 5月 - 6月 - 7月 - 8月 - 9月 - 10月 - 11月 - 12月 - 2006年香港：1月 - 2月 - 3月 - 4月 - 5月 - 6月 - 7月 - 8月 - 9月 - 10月 - 11月 - 12月 - 2005年香港：1月 - 2月 - 3月 - 4月 - 5月 - 6月 - 7月 - 8月 - 9月 - 10月 - 11月 - 12月 - 2004年香港：1月 - 2月 - 3月 - 4月 - 5月 - 6月 - 7月 - 8月 - 9月 - 10月 - 11月 - 12月 - 2003年香港：1月 - 2月 - 3月 - 4月 - 5月 - 6月 - 7月 - 8月 - 9月 - 10月 - 11月 - 12月 - 2002年香港：1月 - 2月 - 3月 - 4月 - 5月 - 6月 - 7月 - 8月 - 9月 - 10月 - 11月 - 12月 - 2001年香港：1月 - 2月 - 3月 - 4月 - 5月 - 6月 - 7月 - 8月 - 9月 - 10月 - 11月 - 12月 - 2000年香港：1月 - 2月 - 3月 - 4月 - 5月 - 6月 - 7月 - 8月 - 9月 - 10月 - 11月 - 12月 - 1999年香港：1月 - 2月 - 3月 - 4月 - 5月 - 6月 - 7月 - 8月 - 9月 - 10月 - 11月 - 12月 - 1998年香港：1月 - 2月 - 3月 - 4月 - 5月 - 6月 - 7月 - 8月 - 9月 - 10月 - 11月 - 12月 - 1997年香港：1月 - 2月 - 3月 - 4月 - 5月 - 6月 - 7月 - 8月 - 9月 - 10月 - 11月 - 12月 參       |

1. ↑  容量有限，本表只列出香港回歸以來各年各月香港新聞動態。關於更早年代的各年各月香港新聞動態，詳見於某年香港（某年表示1997年之前的公曆年份）。